# ティビアキス

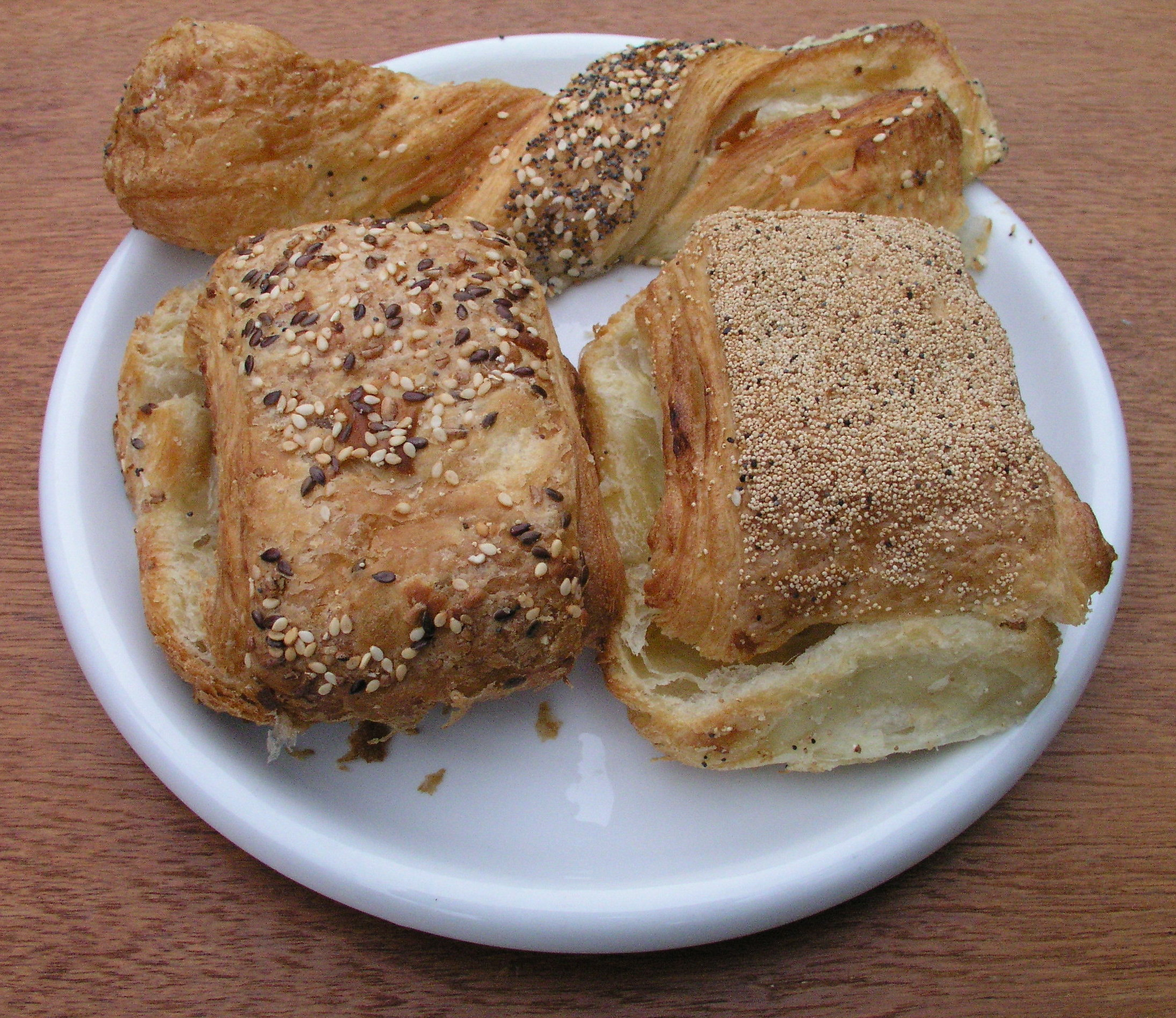
グロウビアキス（左）、ティビアキス（右）、フロースナッパー（上）

ティビアキス（tebirkes）は、デンマーク発祥のデニッシュ・ペストリーで、バター、小麦粉、塩、牛乳からなる折りパイ生地の間にマジパン・フィリング（リモンス）を挟み、ケシの実を振りかけたものである。デンマーク語でTeは茶の意味であり、birkesはケシの実を意味する。ユトランド半島とフュン島ではKøbenhavnerbirkesとも呼ばれる。

## 種類
ティビアキスにはいくつかの種類と呼び方がある
ビアキス Birkesリモンスが入っていないもの
グロウビアキス Grovbirkesリモンスがなく、グラハム粉または粗い穀粉で作らたもの
ティビアキス Tebirkesリモンスの有無にかかわらず使われる。スモービアキス（smørbirkes）とも呼ばれる
ショコラーデビアキス Chokoladebirkesチョコレート入りのティビアキス
オステビアキス Ostebirkesチーズを詰たティビアキス
ハウレビアキス Havrebirkesオーツをベースにしたグロウビアキス

## 起源
Birkesは、古い言葉では小麦粉から焼き、ケシの実をまぶしたパンのことを指しており、もともとはユダヤ人の安息日のパンのことを指していた  。
ティビアキスの起源は不明であるが、ある説によると、ティビアキスは19世紀にオーストリアで誕生したデニッシュである。オーストリアのパン屋がストライキをした際に、バターを使ったパンの製法をデンマークに伝えたとされている。デンマークのパン屋はこのレシピを取り入れ、追加のバターと砂糖、そして甘い詰め物や、生地の折り目を加えるなどして独自のアレンジを施したとされている 。
また、別の説もある。1960年代半ばまで、デンマークではティビアキスは見られなかったが、ガンローゼベーカリーが丸めたティビアキスにリモンスを詰めて生まれた。ティビアキスの生地を平らにして試しに全体にリモンスを詰めてみたところ、数週間のうちに非常に人気が出たため、ティビアキスはリモンス入りのものだけを作るようになり、シェラン島の他のパン屋にも広がった。おそらくそれが「コペンハーゲンのティビアキス」と呼ばれる理由である。このアイデアはパン屋のハンスアンデルセンが考案した。

## トリビア
ティビアキスは最大70％のバターを含むため、カロリーは高く、100gあたり約415キロカロリー/ 1739kJである
ティビアキスの生地はクロワッサンにも使用できる。
ティビアキス生地を伸ばして捻って焼くと、フロースナッパーになる。
ティビアキスはデンマーク国外では知られていないため、他の言語では名前がない